# تل بندو (رستم)
تل بندو یک روستا در ایران است که در شهرستان رستم واقع شده‌است. تل بندو ۱٬۰۶۹ نفر جمعیت دارد.